# Ferrante Aporti
Ferrante Aporti (San Martino dall'Argine, 20 novembre 1791 – Torino, 29 novembre 1858) è stato un presbitero, pedagogista e politico italiano, pioniere dell'educazione scolastica infantile.

## Biografia
Ferrante Aporti nasce il 20 novembre 1791 a San Martino dall'Argine (Mantova) da Giuseppe Aporti, avvocato e piccolo proprietario terriero, e da Giuseppa Isalberti. La sua era una delle tipiche famiglie della borghesia mantovano-cremonese che vivevano di attività professionali e con le rendite della terra. Primo di sei fratelli, viene avviato dal padre alla carriera ecclesiastica: nel 1804 entra nel seminario di Cremona, dove nel 1815 riceve gli ordini sacerdotali. Si distingue soprattutto negli studi di teologia, metafisica, fisica e matematica; per questo nel 1816 viene accettata la sua iscrizione presso l'Istituto superiore per la formazione del clero secolare a Vienna («Frintaneum»), dove risiede per tutto il periodo; nel contempo frequenta il corso di specializzazione in pedagogia al "Collegio Theresianum" dove era stato introdotto nel 1810.
Aporti non condivide l'indirizzo dominante dell'istituto, orientato a formare preti che siano soprattutto servitori dello stato asburgico. Perciò, non disposto a giurare fedeltà a dottrine non in linea coi principii della Chiesa cattolica, rinuncia a conseguire la laurea e nel 1819 torna a Cremona.
Il vescovo Omobono Offredi gli affida le cattedre di Storia ecclesiastica ed Esegesi biblica nel seminario diocesano; contemporaneamente l'amministrazione austriaca lo nomina direttore delle scuole elementari maggiori e ispettore scolastico provinciale.
È da questo momento che Aporti individua la sua missione nell'attività educativa, intesa come lotta all'ignoranza, la vera ed unica origine dei mali dell'uomo, della società e della patria. Il sacerdote imposta nuove strutture, nuovi metodi, nuovi modelli educativi; nel giro di pochi anni amplia la sua scuola elementare, tiene corsi per i maestri, apre le scuole festive di disegno e architettura, presenta un progetto di riforma per creare gli istituti tecnici, promuove la diffusione di istituzioni educative sul territorio cremonese.

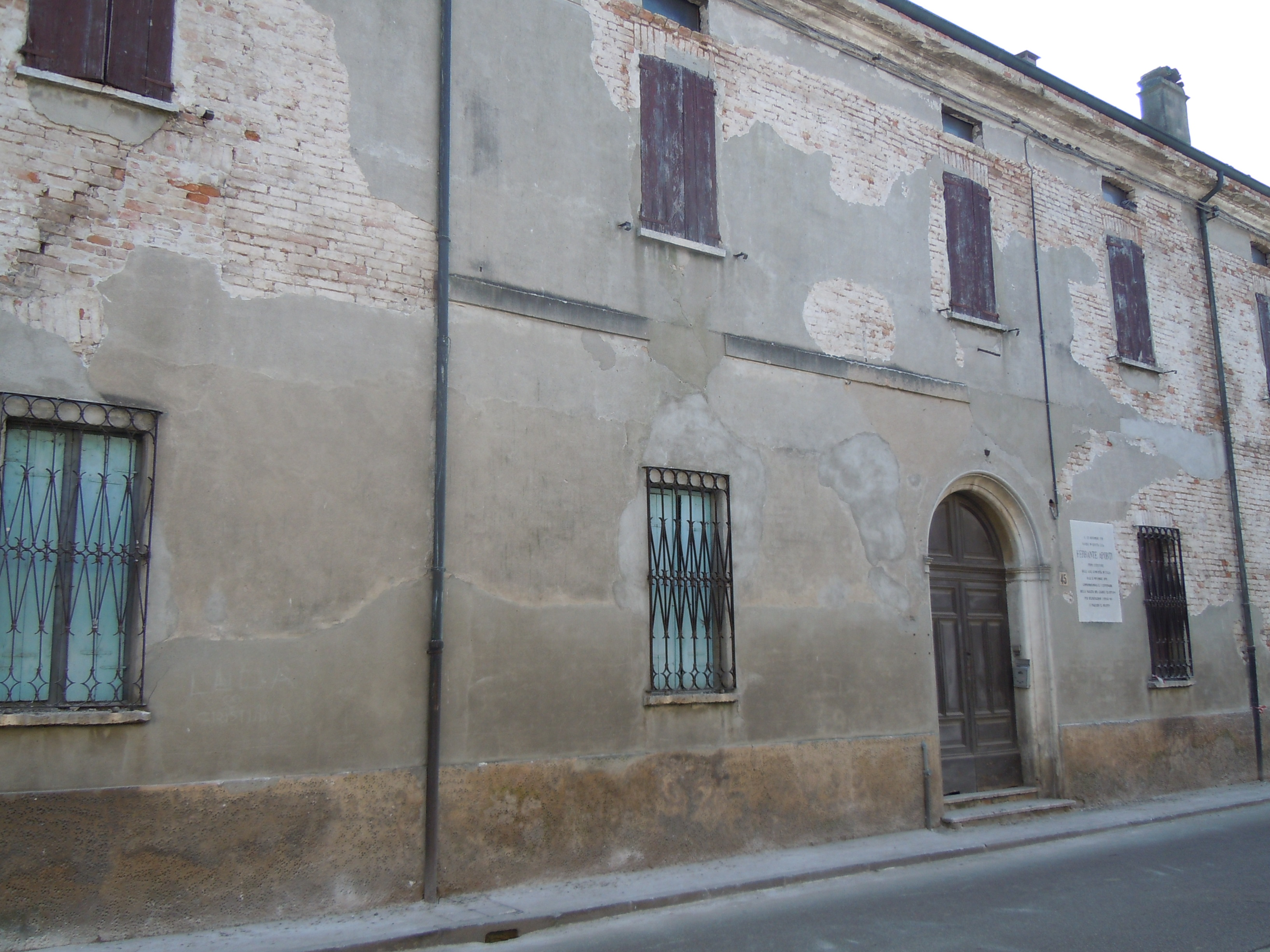
San Martino dall'Argine, casa dei cugini Aporti dove era nato don Ferrante.

Nel frattempo intrattiene contatti epistolari con intellettuali lombardi, si aggiorna costantemente sulle nuove esperienze educative europee ed approfondisce gli studi teologici e pedagogici, dando alle stampe molti articoli e saggi.
L'attenzione per la condizione di abbandono dei bambini appartenenti alle classi popolari lo induce a fondare a Cremona, nel 1828, il primo "asilo d'infanzia" in Italia, a pagamento, per alunni da due anni e mezzo a sei anni.
Nel 1830 apre la prima scuola infantile gratuita, finanziata dal governo austriaco e dalle autorità scolastiche.
L'iniziativa si diffonde in pochi anni nel resto del Lombardo-Veneto, inToscana, Emilia e Romagna.
Nel 1834 apre a San Martino dall'Argine la prima scuola infantile rurale. Quasi tutti i centri fanno capo a don Ferrante, che nel frattempo promuove anche scuole per sordomuti, ciechi e orfani del colera. L'istituzione dell'asilo suscita dibattiti in tutta Italia e impegna Aporti a pubblicare articoli su diverse riviste e a rispondere ai molti che scrivevano per chiedere spiegazioni. La sua fama si diffonde e viene invitato da numerosi intellettuali, politici e regnanti in tutta la penisola per illustrare la sua iniziativa.
Le istituzioni aportiane si diffondono in tutta Italia, meno che nello Stato Pontificio, proibite nel 1837 a causa di timori e pregiudizi.

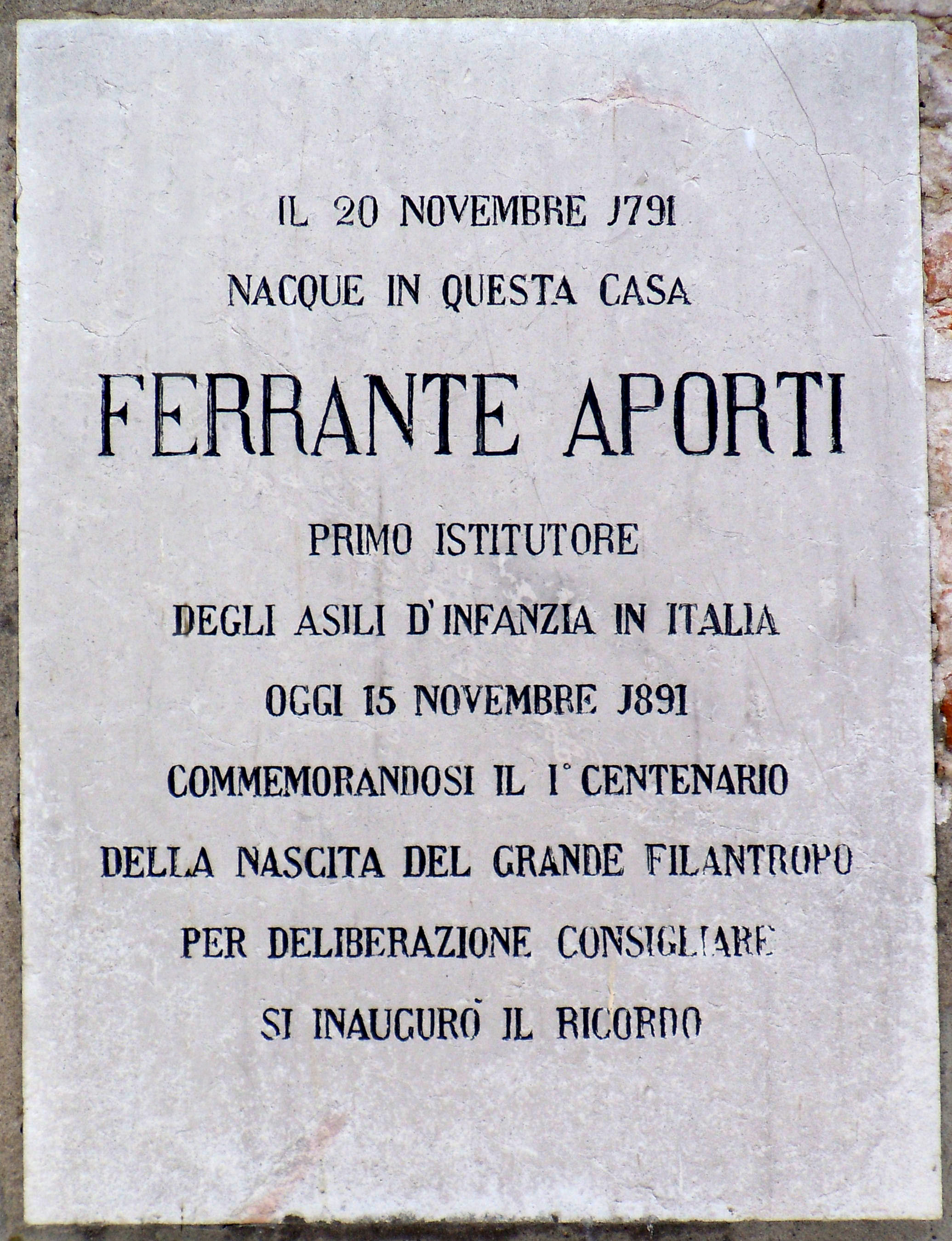
Lapide posta sulla casa natale di Ferrante Aporti.

Nel 1844 re Carlo Alberto di Savoia lo chiama a Torino a tenere il primo corso di "Metodo per gli insegnanti elementari" all'Università della capitale sabauda. Nello stesso anno apre a San Martino dall'Argine il primo istituto tecnico agrario.
Nel 1846 riceve la Legion d'onore, su proposta del ministro francese dell'Istruzione Salvandy, probabilmente su pressione della zia Emilie Mallet, che era alla testa del movimento dei fondatori delle Salles d'asile, i quali vedevano nell'Aporti un punto di riferimento per l'organizzazione degli asili.
La sua attività, che lo porta a schierarsi a favore dell'innovazione in campo educativo, gli procura l'apprezzamento degli ambienti liberali. Nel 1848 si espone a favore del Risorgimento italiano firmando l'appello che chiede a Carlo Alberto di Savoia di intervenire nei moti contro l'Impero austriaco. In realtà l'appello viene rinvenuto in minuta, ma non si ha notizia sul fatto che sia stato realmente reso noto. Al rientro degli austriaci a Cremona, è costretto a rifugiarsi a Torino assieme alla famiglia e non otterrà mai la grazia e il consenso al rientro come invece accadde a molti altri. Questo probabilmente perché era un funzionario asburgico e quindi il suo è stato ritenuto un reato di alto tradimento.
La sua candidatura ad arcivescovo di Genova viene attaccata polemicamente costringendolo a rinunciare. Il governo sabaudo gli affida l'incarico di gestire l'istruzione pubblica (in qualità di presidente del Consiglio universitario); nel 1856 il re lo nomina senatore. La mancata nomina ad arcivescovo, anzi la sua spontanea rinuncia alla carica è dovuta all'opera di dissuasione fatta dal segretario per gli Affari ecclesiastici della Santa Sede monsignor Giovanni Corboli Bussoli, con la scusa della sua manifesta impreparazione data dalla stesura di un manoscritto finalizzato alla stampa e rivolto alla conversione degli ebrei. L'Aporti aveva utilizzato allo scopo alcuni passi della «Bibbia Diodati», una versione in lingua italiana della Bibbia realizzata nel 1607 da Giovanni Diodati, protestante lucchese in esilio a Ginevra. Tale traduzione non era autorizzata dalla Chiesa cattolica. Nei fatti, comunque, la Chiesa non poteva approvare la nomina ad arcivescovo di un personaggio che l'Austria considerava un traditore.
Nei suoi ultimi anni Aporti continua a dedicarsi con passione instancabile alla sua attività di studioso e di promotore di istituzioni educative, scrivendo testi, articoli e lettere di teologia e pedagogia, anche quando nel 1857 viene posto in aspettativa.
Muore a Torino il 29 novembre 1858.

## Metodo pedagogico
L'asilo doveva:
1. accogliere e preservare dai pericoli della strada i figli dei lavoratori (assistenza e prevenzione)
2. aiutare le famiglie a sostenerli mediante la refezione (refettorio)
3. educare i bambini nello sviluppo intellettivo, religioso, morale e fisico; all'educazione fisica erano dedicate 5 ore, mentre 4 ore erano dedicate all'attività intellettuale e morale.
4. attraverso i fanciulli, l'istruzione doveva migliorare le condizioni sociali del popolo e suscitare la coscienza nazionale.

Orari, contenuti e organizzazione della scuola gli stessi della scuola elementare: ingresso alle ore 8:00 e uscita alle ore 17:00.
Il primo asilo di Aporti è anteriore al giardino d'infanzia di Frobel (1840).
Nell'educazione intellettiva di Aporti è presente il principio dell'intuizione affermato da Pestalozzi.
Aporti considerava l'Asilo un'importante occasione di prevenzione sociale e di prima educazione, soprattutto, per coloro che non potevano godere dell'educazione scolastica.

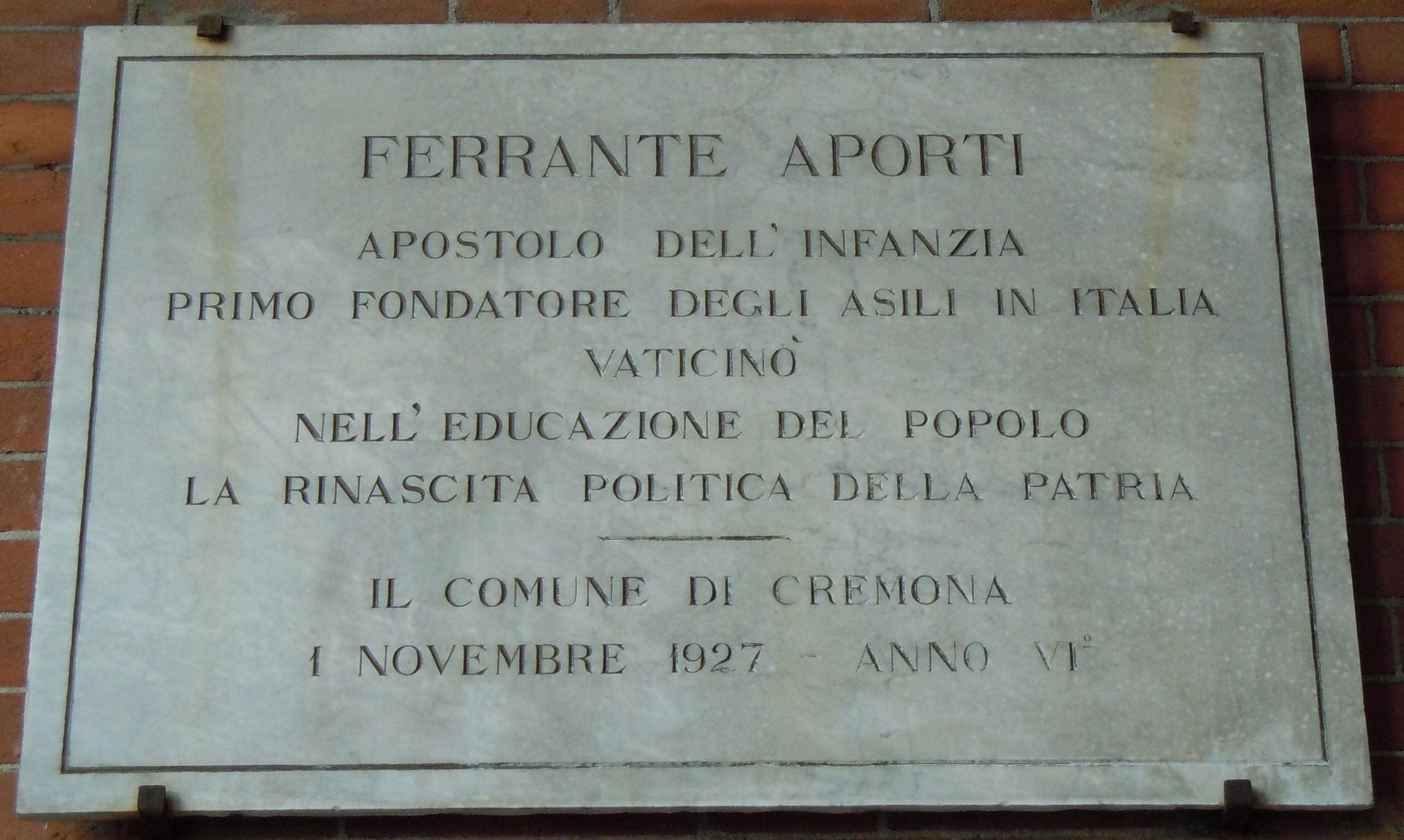
Cremona, lapide a ricordo.

Le attività che variavano ogni mezz'ora, venivano organizzate in questo modo: appello, preghiera e canto; colazione ricreazione, nomenclatura, gioco e preghiera; aritmetica, catechismo e sacre scritture, pranzo ricreazione e preghiera; alfabeto in prima classe, scrivere in seconda e terza, canto e merenda, ginnastica e merenda.
L'esercizio della nomenclatura si basa sul metodo dimostrativo di presentare gli oggetti comuni, nominarli e mostrarne qualità ed usi.
La storia sacra si insegna per mezzo di tabelloni illustrati, gli esercizi preliminari prevedono la corretta pronuncia di suoni alfabetici, sillabici e il tracciare le aste, poiché lettura e scrittura si insegnano solo nell'ultimo anno, ci si abitua al calcolo numerando le cose concrete mentre in terza si apprendono le quattro operazioni, le frazioni le misure, i pesi e le monete.
Oggi il carcere minorile di Torino è intitolato alla sua memoria.